# Riccardo Pazzaglia
Riccardo Pazzaglia (Nápoles, 12 de septiembre de 1926 - Roma, 4 de octubre de 2006). Escritor, actor y director de cine italiano. Dirigió dos películas: Farfallon (1974) y Separati in casa (1985).
Estudio en el Centro de Experimentación de la Cinematografía. Después de haber realizado algunos documentales, trabajó en la radio como comentarista satírico. Fue también autor de algunas de las canciones de Domenico Modugno.